# 石井研堂
石井 研堂（いしい けんどう、本名：民司（たみじ）、1865年8月14日（慶応元年6月23日）- 1943年（昭和18年）12月6日）は、日本の編集者、著作家。
明治初期の「窮理熱」という近代科学啓蒙の時代に、小学校の教員を経て『十日間世一周』や雑誌『小国民』、『理科十二ヶ月』などの少年雑誌の編集に携わり、多くの子供向きの科学読み物を書いてそのころの子どもたちに大きな影響を与えた。明治41年、彼は『明治事物起源』を出版し、文明開化の歴史が色あせないうちに明治文化の研究に邁進した。彼は明治文化研究会の設立に関わり、錦絵の研究など、民間の文化史家として知られた。
石井研堂の科学読み物の影響を受けた人物には吉野作造、寺田寅彦、山本洋一、朝永振一郎などがある
弟の浜田四郎は、三越宣伝部で「今日は帝劇、明日は三越」（1913年）のキャッチコピーを作った人物である。

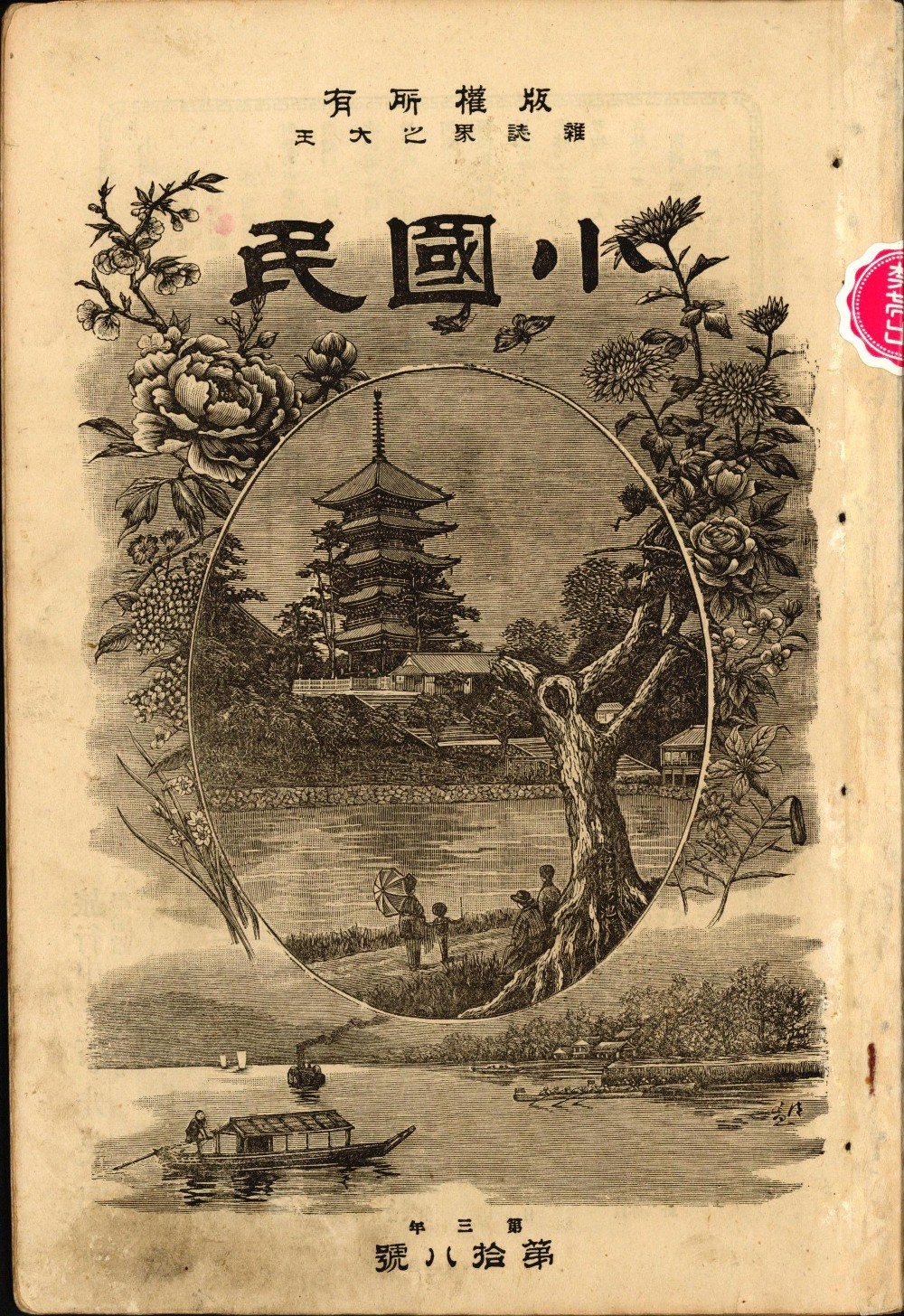
小国民 第3年 第18号

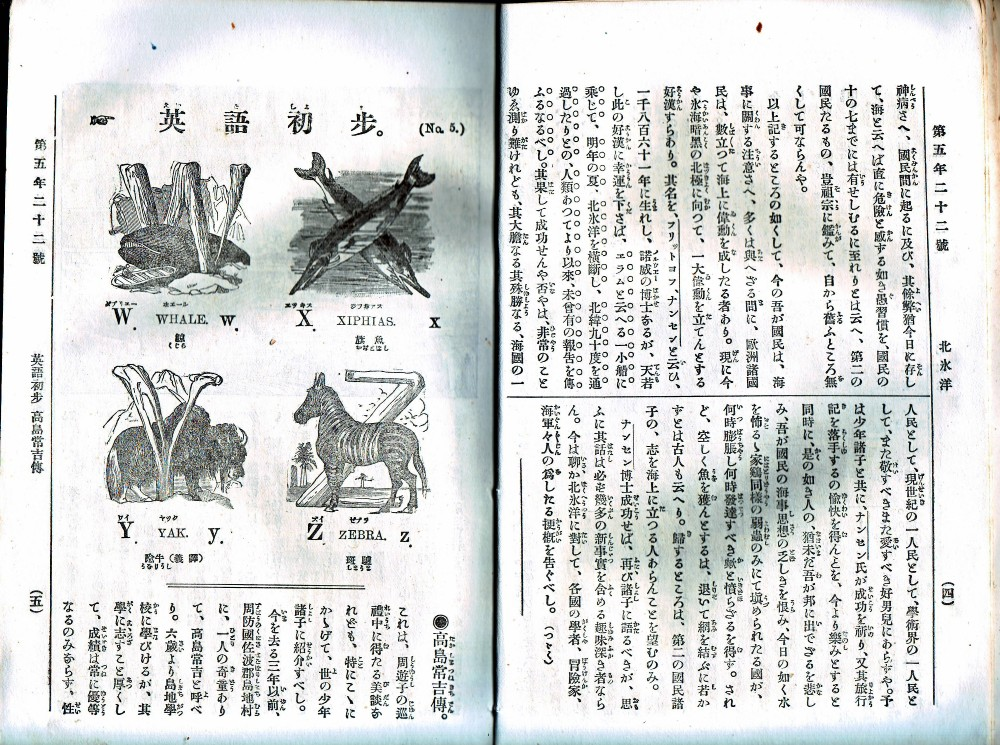
雑誌『小国民』第5年、第22号。

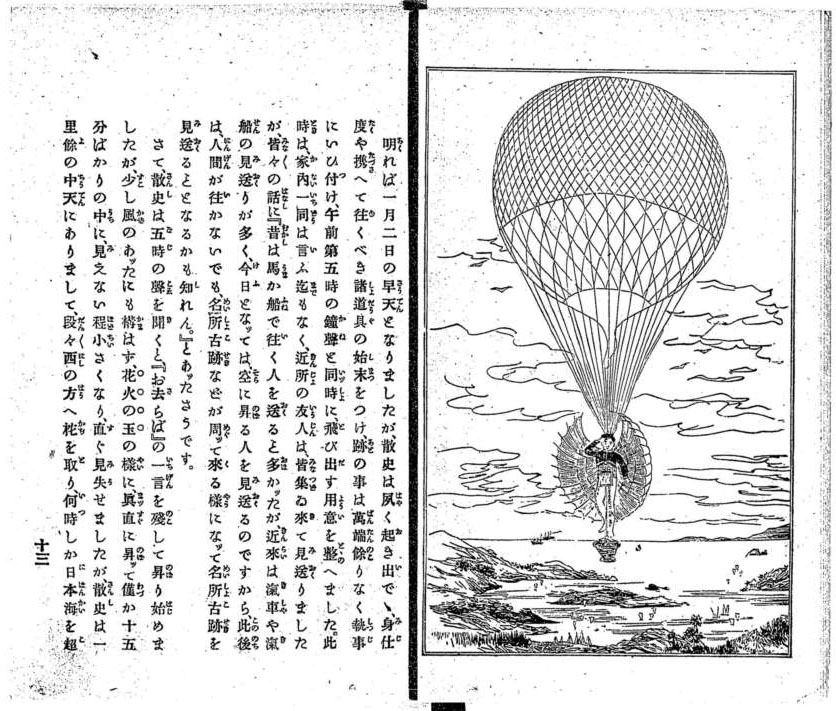
石井研堂 著『十日間世界一周』明治22年，学齢館。

## 経歴
主に「石井研堂年譜」による。
- 慶応元年6月23日（1865年8月14日）、二本松藩の領地、岩代群郡山町（現在の福島県郡山市）に生まれる。6人兄弟の3男で「民司」と名付けられた。後に「研堂」を名乗る。
- 明治7年（1879年）11月、9歳の時学制で設置された郡山金透小学校に入学した[11]。
- 明治12年（1879年）5月、14歳。福島師範学校に理化学実験の見学に修学旅行として行った。
  - 7月、小学校課程修了[12]。
- 明治16年（1883年）、18歳。福島県小学校教員検定試験に合格。母校の郡山金透小学校に教員として赴任する。
- 明治18年（1885年）、20歳。小学校を辞して東京の岡千仞塾に入る。
- 明治19年（1886年）、21歳。東京府高等科小学校教員検定試験に合格。この夏、脚気になり郷里で静養する。
- 明治21年（1888年）、23歳。東京へ行き神田松住町の借家に住む。「東京教育社」に入社[13]。編集を手伝う。
- 明治22年（1889年）、24歳。7月、「学齢館」[14]の少年雑誌『小国民』の編集を始める。
  - 7月、学齢館から『小国民』と同時期に『十日間世界一周』を出版[15][16]。
  - 9月、東京日本橋にあった有馬小学校の訓導に任じられた。そのころ結婚する。
- 明治24年（1891年）、26歳。有馬小学校を辞任。学齢館から『日本軍人蒙求』、『朝鮮児童画談』を刊行。
- 明治25年（1892年）、27歳。『日本漂流譚　一』を出版。
- 明治27年（1894年）、29歳。『鯨幾太郎』出版。『小国民』が1万5000部に達して最盛期となる。
- 明治28年（1895年）、30歳。1月に『小国民』に手旗信号を掲載した記事が海軍省令軍事漏洩罪で告発され重禁固刑に処せられたため控訴。しかし、日清戦争の終戦と共に機密事項でなくなり、12月に大審院で無罪となった[17]。
  - 9月、『小国民』の記事「嗚呼露国」で「遼東半島派兵」を論じたため、治安妨害で雑誌が発行停止処分を受け、『小国民』は大打撃を受けた[17]。
- 明治29年（1896年）、31歳。『小国民』を『少国民』と改題したが、勢いを盛り返すことはできなかった。
- 明治30年（1897年）、32歳。『少国民』の版権が北隆館に譲られ、そこで編集を続けた。
- 明治32年（1899年）、34歳。『少国民』の編集を辞した。
- 明治34年（1901年）、36歳。この年から翌年にかけて『理科十二ヶ月』12冊を刊行した。
- 明治35年（1902年）、37歳。この年から翌年にかけて『少年工芸文庫』24冊を刊行した。
- 明治38年（1905年）、38歳。近事画報社の『少女知識画報』を編集。
- 明治41年（1908年）、43歳。博文館の『実業少年』を編集する。橋南堂から『明治事物起源』[18]を出版。
- 大正2年（1913年）、48歳。博文館から『少年実験、工芸百種』を出版。
- 大正3年（1914年）、49歳。下根岸に自宅を新築。
- 大正4年（1915年）、50歳。九州に行き、汽車資料を歴訪し、長崎に滞在して技光製鉄所を見学。『本邦釘史』『世界商売百談』を共著で出版。
- 大正11年（1922年）、57歳。九州で活版印刷資料を調べる。『本邦活版印刷史』を出版。
- 大正12年（1923年）、58歳。関東大震災に遭うが、自宅は被災を免れた。
- 大正13年（1924年）、59歳。吉野作造らの提唱で明治文化研究会発足。創立委員となる。
- 大正15年（1926年）、61歳。『増補、明治事物起源』を出版。
- 昭和2年（1927年）、62歳。満州と朝鮮を旅行した。
- 昭和4年（1929年）、64歳。『錦絵の影と摺』を出版。
- 昭和15年（1940年）、75歳。6月、数え年喜寿を祝って明治文化研究会が「石井翁喜寿の会」を催され、『著作目録』が作られた。
  - 10月、東京文理科大学へ雑誌『小国民』全揃いを寄贈した。
- 昭和17年（1942年）、77歳。有志によって「石井研堂翁を囲む小国民読者の会」が催された。
- 昭和18年（1943年）、78歳。淀橋区百人町(現：新宿区百人町)の実弟宅へ移る。12月6日死去。
- 昭和19年（1944年）、石井研堂死後に『明治事物起源 増補改訂』上下2冊が刊行された。石井の蔵書は、故郷の郡山に設立されたばかりの郡山市図書館が引き取った[19]。

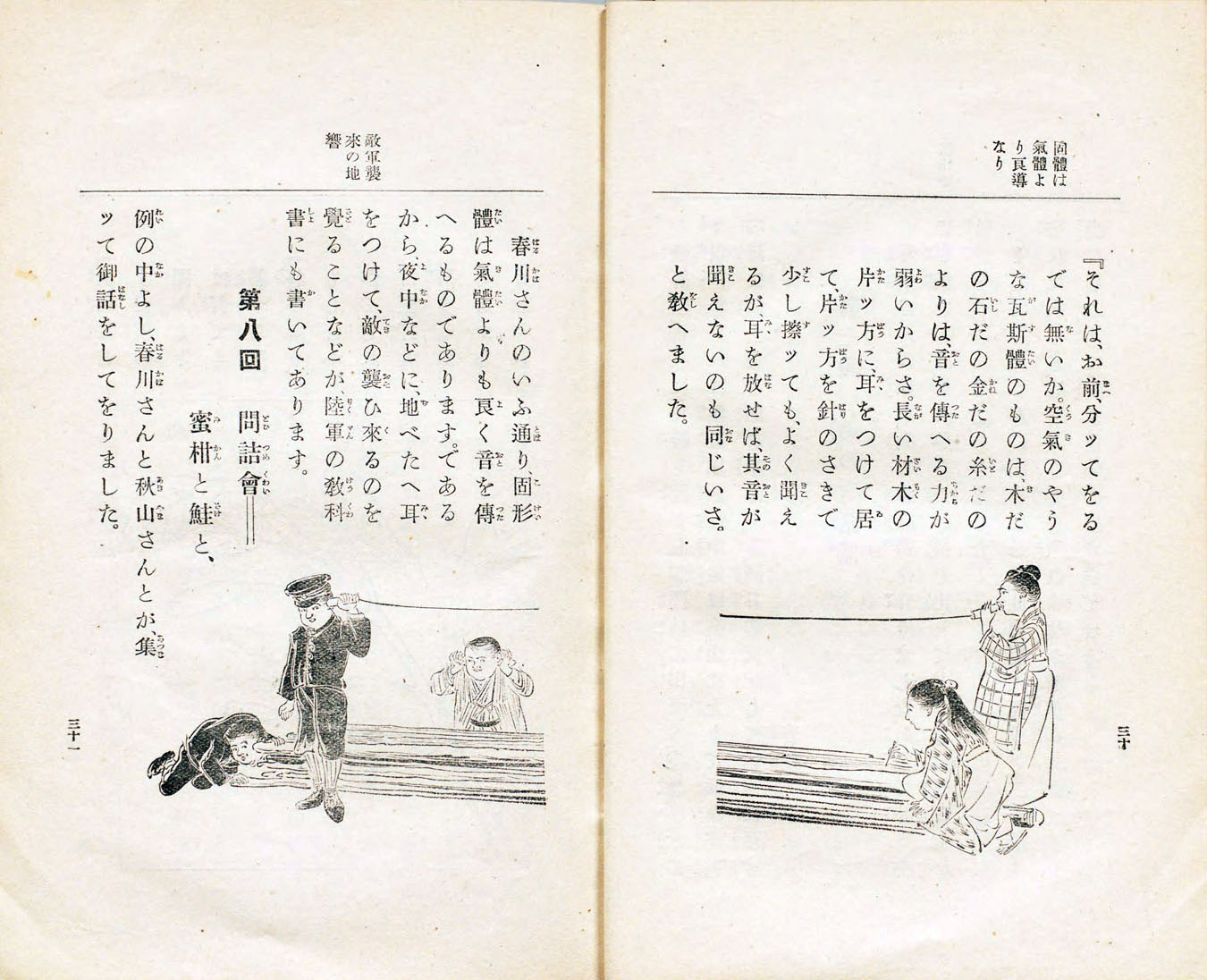
石井研堂著、理科十二ヶ月。第1月（1901年）糸電話の実験

## 石井の科学読み物の影響
金属学者の山本洋一は「理科十二ヶ月の思い出」の中で、次のように書いている。
小学校の4年生であった私がむさぼるように読んだ書物の中の一つが『理科十二ヶ月』であり、忘れようとしても忘れられない。…私が現在において金属の腐食に関する研究に従事し、科学者としての生活をするようになった、その根元が『理科十二ヶ月』によって与えられた自然科学への憧憬であったとすれば、私とこの書物とは本当に切っても切れない因縁があったと申すべきである。
山本洋一は太平洋戦争の戦時下の子供向け科学書についてもこのように述べている。
現在は科学振興の波に乗ってずいぶんと多くの通俗科学書が出版されているが、本当に子供の心の中に深く食い込むような書物は少ないといわれている。私は、子供のために科学の本を書かれる科学者は、一度この理科十二ヶ月を読まれたらどうとかと思う。そしてこの型式を今に生かしていただけたらばと、考えるのである。
また坪内祐三は次のように書いた。
（理科十二ヶ月は）私が九歳の時であり、貧乏な父親が、私らたくさんの子供のために、毎月買うことを許してくれた唯一の冊子である。…そのころ1冊10銭であったか。このぐらい私の悦びを満たしてくれた本はない。押し花の標本を作り、昆虫採集をし、鉱物や魚の標本に熱中し、土器採集に出かけたのも、みんなこの石井研堂の本の影響であった。
朝永振一郎は随筆で次のように回想した。
四年生のころ石井研堂という人の書いた「理科十二ヶ月」という本を買ってもらった。この本には手細工の簡単な道具でできる、いろいろの実験の仕方が書いてあった。たとえば、赤インキで紙に絵を書いて、それを白い壁のところに置いてじっとにらんだあと、その絵をどけると白い壁の上に、それと同じ絵が緑色に見える、などというたぐいであった。たわいもないといえばたわいもないが、そんなのを一つ一つやってみて楽しんだ。…学校で理科を習うようになってから、…その頃になると自分でももっと高度なことがやりたくなった。友達と図書館の児童室に行くことを覚え、そこで例の石井研堂の、もっとアドヴァンスド・コースの本を見つけ、それをむさぼり読んだ。その本の中から、釘にパラフィン紙を巻き付けて電信機が簡単に作れることを学んだ。電池がいるが、それは親父にせがんで買ってもらった。
『理科十二ヶ月』って本があるんですよ。それを親父が買ってくれた。ただ12冊あるんですけどね、それ、その月々に応じたいろんな話が書いてあるわけです。…それを、1冊ずつ読めってわけなんですよ。ところがね、もう早く次のが見たくてしょうがないんですよね。親父はいっぺんに出すと、全部いっぺんに読んじゃうからっていってね、どっか押し入れの隅っこの奥の方へしまってあるんですよね。それを親父にそうっと内緒で、踏み台持ってきて、引っ張り出そうとしたことなんかを覚えていますけどね。
板倉聖宣は『少年工藝文庫』全24冊について、
この本は従来の科学読み物と比べて少し程度が高いが、このころになると、程度のやや高い科学読み物も多数の読者を持つようになって、商業出版の対象とすることができるようになった。
と述べている。

## 評価
石井研堂の小学校時代は窮理熱と呼ばれる、日本の近代化推進のために西洋の科学を取り入れる啓蒙活動が活発な時代だった。石井は小学校から40km離れている福島師範学校で理科の本格的実験を見る機会を得て、同時代の他の人々に先んじて化学や実験の話を書けるようになった。当時は少年雑誌の創世記に当たっていたが、それらの子供向き読み物は科学読み物が中心だった。そのころ出版された少年雑誌は「作文のできを競い合うだけのもの」であって、少年たちが学校外での生活を広く楽しむための雑誌ではなかった。石井研堂は『小国民』の編集執筆に当たって、子供に即した簡明な記事の扱い、図版挿し絵を随所に入れたビジュアルな効果といった当時の雑誌になかった形を創始した。
石井の『十日間世界一周』（1890年）はジュール・ベルヌの『八十日間世界一周』を模倣したものであるが、その内容はまるで違っていて、この本の主人公は「空飛ぶ機械」をアメリカから購入し、その上に軽気球をつけて世界一周の旅に出たが、ライト兄弟の飛行機が成功したのは1903年のことで、まだ飛行機の概念も無い時代に独創的なアイディアで読み物を書いている。
石井研堂の一連の少年雑誌は、そのころの少年たちに大きな影響を与えた。吉野作造は「一番に愛読したのは『小国民』であった」と回想し、寺田寅彦は「毎月一回これが東京から郵送されて田舎につくころになると、郵便屋の声を聞くたびに玄関を飛び出していったものである。そうして夜はみんなで読んだ物の話くらをするのであった」と書いている。寺田寅彦らはそれらの雑誌に出ている化学実験をやったり、幻灯をつくって楽しむこともしていた。
『小国民』は少年雑誌そのものを発足させ、その多くの啓蒙科学的著述の影響を受けたと表明している人々はみな硬骨真摯な学者であった。

## 盗作問題への対応
明治23年の『小国民』第17号の投書欄には、作文を盗作していた件が取り上げられている。、石井研堂は盗作問題について大きく取り上げ厳しい態度を取っている。石井のような創造的仕事しているものにとっては、盗作問題は真剣にならざるを得ない。石井研堂が盗作問題を大きく取り上げたのは、その雑誌で真剣に新しい文化を創造しようとしていたことを明確に自覚していたことの現れである。子供時代の吉野作造が「博文館から『幼年雑誌』という競争者が現れたとき、烈しい反発を覚えた」と書いているのも、子供ながらに『小国民』の創造的な仕事を評価していたに違いないと、科学史家の板倉聖宣は評価している。

## 主な著作

### 石井民司 著
- 鯨幾太郎、学齢館、1894年（国立国会図書館デジタルコレクション）

### 石井民司 編
- 福嶋縣地理問答、煥文館、1888年（国立国会図書館デジタルコレクション）
- 實用蠶桑書、有隣堂、1889年

### 石井研堂 著
- 十日間世界一周、学齢館、1889年（国立国会図書館デジタルコレクション）
- 日本軍人蒙求（正・続）、学齢館、1892年
- 海國偉人傳、少年園、1896年
- 中浜万次郎 (少年読本 第23編)、博文館、1900年
- 万物滑稽合戦記 (続帝国文庫 第32編)、博文館、1901年
- 理科十二ケ月　博文館、1901年。復刻版・クレス出版、2004年
- 釣遊秘術釣師気質、博文館、1906年。復刻版・アテネ書房、1987年
- 中村正直伝：自助的人物典型、成功雑誌社、1907年（国立国会図書館デジタルコレクション）
- 明治事物起原、橋南堂、1908年（国立国会図書館デジタルコレクション）
- 小売商店繁昌策　進歩的経営法、博文館、1909年（国立国会図書館デジタルコレクション）
- 日本全國國民童話、同文館、1911年（国立国会図書館デジタルコレクション）。改版・宝文館出版、1974年（山田野理夫編）
- 独立自営営業開始案内 第1編〜第6編、博文館、1913年。第7編、博文館、1914年
- 五十日間卒業珠算自由自在、佐藤出版部、1916年（国立国会図書館デジタルコレクション）
- 安積艮齋詳傳、東京堂書店、1916年
- 小資本商工開業案内、博文館、1919年
- 地本錦絵問屋譜、伊勢辰商店、1920年
- 錦絵の改印の考証　一名・錦絵の発行年代推定法・団扇絵の改印の考証、伊勢辰商店、1920年  
  - ※増訂改版 錦絵の改印の考証　一名錦絵の発行年代推定法（芸艸堂、1994年）
- 錦絵の彫と摺、芸艸堂、1929年。改版1994年、新版2005年（山下恒夫解説）

### 石井研堂 編
- 日本漂流譚 第1編、学齢館、1892年（国立国会図書館デジタルコレクション）
  - 復刻改訂版 『江戸漂流記総集　石井研堂これくしょん』 山下恒夫再編・解題（全6巻）、日本評論社、1992-1993年
- 『明治事物起原』（上・下）、春陽堂、1944年／春陽堂書店（増訂復刻版、販売：国書刊行会）、1996年
  - 復刻版『明治事物起原　事物起源選集2』クレス出版、2004年。紀田順一郎監修・解説 - 元版は大正15年刊の春陽堂。
  - 明治文化研究会編 『明治事物起原　明治文化全集別巻』日本評論社、1969年、新装版1984年、1993年。解題校訂西田長壽
  - 『明治事物起原』（全8巻）、筑摩書房〈ちくま学芸文庫〉、1997年
- 異国漂流奇譚集　福永書店、1927年。新版・新人物往来社、1971年

## 評伝
- 山下恒夫『石井研堂　庶民派エンサイクロペディストの小伝』 リブロポート〈シリーズ民間日本学者〉、1986年